# 西班牙裔智利人
西班牙裔智利人，多是指智利獨立後的西班牙人移民後裔，因他們多仍然保留對西班牙的文化認同。獨立前的西班牙人後裔通常不被視為智利的西班牙人，即使他們形成了大部分智利的人口並有西班牙姓氏和祖先。但因智利國家獨立前夕拒絕了他們的西班牙身份，轉而認同智利。
智利最早的歐洲移民是在16世紀到來的西班牙殖民者，他們主要來自卡斯蒂利亞和安達盧西亞，構成了智利大多數人口。而智利中部的印第安人在殖民時期與西班牙人結婚產生了大量的麥士蒂索人並生存至今。在18世紀和19世紀，來自西班牙和法國的許多巴斯克人來到智利，他們融入當地現有的卡斯蒂利亞人精英。而其他歐洲國家移民也在19世紀來到，融合原卡斯蒂利亞人中產階級和上層階級。在20世紀，出現了逃避西班牙內戰和佛朗哥政權的難民潮，他們保持他們的西班牙國家身份和在全國各地設立了西班牙俱樂部，而最早期來到的西班牙人他們的文化已與智利原住民融合產生一種智利民俗文化，他們在智利獨立時放棄了與西班牙的民族歸屬。
今天，大多數智利人主要有西班牙血統。然而與大多數其他西班牙語美洲國家不周，只有極少數建築是在西班牙人殖民時期建造的。西班牙統治的後期一個或兩個殖民時期的建築可能仍然站立在智利中部的幾個城市，只佔整體建築物的少數。
雖然智利人的西班牙人血統佔多數，但他們受其他歐洲國家移民歧視，獨立後其他歐洲移民威望比西班牙人更高。在智利有北歐人種特徵的人在就業和電視上更受歡迎，但西班牙裔智利人接受和重視他們自己的遺產。